# Remigia laxa
Remigia laxa är en fjärilsart som beskrevs av Walker 1858. Remigia laxa ingår i släktet Remigia och familjen nattflyn. Inga underarter finns listade.